# Boogie (film, 2008)
Pour les articles homonymes, voir Boogie.
Pour plus de détails, voir Fiche technique et Distribution.
Boogie est un film roumain réalisé par Radu Muntean et sorti en 2008. 

## Fiche technique
- Titre : Boogie
- Réalisation : Radu Muntean
- Scénario : Alexandru Baciu, Radu Muntean et Razvan Radulescu
- Photographie : Tudor Lucaciu
- Décors : Sorin Dima
- Costumes : Georgiana Bostan
- Son : Dragos Stanomir
- Montage : Andu Radu
- Musique : Electric Brother
- Production : Antena 1 - Multimedia Est
- Pays de production :  Roumanie
- Durée : 102 minutes
- Dates de sortie : France - mai 2008 (Festival de Cannes) ; 17 juin 2009

## Distribution
- Dragos Bucur : Bogdan Ciocazanu
- Anamaria Marinca : Smaranda Ciocazanu
- Mimi Brănescu : Penescu
- Adrian Vancica : Iordache
- Vlad Muntean : Adrian Ciocazanu
- Geanina Varga : Roxana
- Roxana Iancu : Ramona
- Maria Alexandra Birleanu

## Sélections
- Festival de Cannes 2008 (sélection de la Quinzaine des réalisateurs)[1]
- Festival du film de Zurich 2008[2]